# 華納媒體

時代華納標誌（2003—2018）

華納媒體（英語：WarnerMedia），前稱时代华纳股份有限公司（英語：Time Warner, Inc.）是AT&T旗下一家总部位于美国纽约市的跨国媒体娱乐集团。它是仅次于康卡斯特集团与华特迪士尼公司的全球第三大的娛樂公司，也曾经是全球规模最大的媒体集团。时代华纳成立于1990年，由华纳传播股份公司与时代股份有限公司合并而成。目前时代华纳的资产主要由华纳传播（包括此前属于时代公司的家庭票房频道）和特纳广播公司（1996年被收购）的资产组成。

## 概要
现在，华纳媒体的主营业务为电影与电视事业，以及有限的出版事业。其主要资产包括：家庭票房频道、特纳广播公司、CW电视网、华纳兄弟娱乐公司、有线电视新闻网和DC漫画。过去的时代华纳还拥有时代公司、美国在线、时代华纳有线（曾是美國僅次於康卡斯特的第二大有線電視服務供應商）、华纳图书、华纳音乐集团等资产，但这些资产目前不是出售给其他公司就是在2004年至2014年期间分拆为独立公司。
2016年10月22日，AT&T宣布将以1,087亿美元整体收购时代华纳，并承担其全部债务。但由於規模巨大且可能限制競爭而有疑問。2017年11月，美国司法部表示将起诉阻止这起收购案。2018年6月13日，美國司法部敗訴，於6月15日，收購完成。後更名為「華納媒體」。
2021年5月17日AT&T的董事會宣佈分拆旗下華納媒體，並與探索公司合併，而AT&T股東會得到新公司71%股權，Discovery股東將擁有其餘股份。重組後華納媒體將重命名為華納兄弟探索。該合併於2022年4月8日完成。

## 主要部门

### 家庭票房公司
家庭票房公司（Home Box Office Inc.）负责运营同名付费电视频道家庭票房频道及其姊妹频道极限电影频道。家庭票房频道与极限电影频道已经在全球七十多个国家开通服务，同时家庭票房频道的节目也授权给一百五十多个国家的其他电视网播出。
2012年，家庭票房频道成为全美黄金时段和全天时段收视率第一的付费电视频道。在2013年，家庭票房频道摘获5个金球奖和23个黄金时段艾美奖。
家庭票房频道的节目包括：电影长片、纪录片、电视电影、原创节目与体育节目（拳击赛事直播等）。目前家庭票房频道已经开发了其内容分发平台：与，以帮助用户可以在互联网或移动设备通过支持的软件获取节目内容。
家庭票房频道著名的原创内容有：《真探》、《权力的游戏》、《欲望都市》、《黑道家族》、《人生如戏》、《监听风云》、《明星伙伴》、《死木》、《真爱如血》、《大西洋帝国》、《衰姐们》、《副总统》、《硅谷》和《西部世界》，以及电影、迷你剧集、拳击比赛、体育节目、喜剧特辑、家庭节目和纪录片。2011年，极限电影频道推出了自己的第一个黄金时段原创电视剧：《反击》（Strike Back），随后又推出了另外的黄金时段原创系列：《潜行追踪》（Hunted）和《黑吃黑》（Banshee）。

### 特纳广播公司
特纳广播公司运营着有关国际新闻、娱乐、动画、青年及儿童等相关内容的电视业务，其旗下品牌包括：有线电视新闻网、头条新闻台、特纳电视网、TBS电视台、卡通电视网、特纳经典电影频道、真电视、特纳体育等。特纳旗下品牌在美国国内及国际上拥有大量用户。除去偶电视业务之外，特纳广播公司旗下还有体育网络业务，例如：露天看台体育网站（bleacherreport.com）、NBA.com、PGA.com、NCAA.com等。
特纳广播公司的TBS电视台占据着美国国内收视市场18岁至34岁年龄段的大部分份额；而其有线电视新闻网则是一个24小时直播的新闻频道，其多平台收视渠道为美国国内及国际观众提供了新闻资讯及分析评论。
特纳体育则为特纳旗下电视网及其他相关数字平台提供体育节目，其提供给电视台的线上直播赛事包括：美国职业篮球联盟和美国职业棒球大联盟赛事、美国国家大学体育协会巡回赛、PGA锦标赛等。
根据特纳体育与职业高尔夫球员协会的协议，特纳体育将负责管理和运营其旗下的官方网站（PGA.com）及其他数字财产。同时根据美国职业篮球联盟的授权，特纳体育也管理运营着其官方网站（NBA.com）、NBA电视台、NBA联赛通行卡（NBA League Pass）、NBA移动和NBA赛事时间手机应用程序。此外，特纳体育还和美国职棒大联盟联合管理大联盟的数字业务，例如：MLB电视网、MLB官方网站（MLB.com）、MLB加时赛和MLB电视网手机应用程式等。